# Невельське (селище)
Не́вельське — селище Очеретинської селищної громади Покровського району Донецької області, в Україні. Село повністю знищене.

## Загальні відомості
Відстань до Ясинуватої становить близько 29 км і проходить автошляхом місцевого значення.
Землі селища межують із територією смт Старомихайлівка Мар'їнського району Донецької області.

## Війна на сході України
3 жовтня 2014 року українські військові відбили атаку терористів під Невельським на базовий табір сил АТО, при цьому бандформування здійснювали обстріл установками БМ-21 «Град». Обстріл було повторено вночі з 4 на 5 жовтня. 8 листопада в бою поблизу Невельського українські сили знищили банду бойовиків, при цьому загинуло двоє військовослужбовців 28-ї бригади — Євген Атюков та Андрій Шаповал, троє військових поранені. Цього ж дня під час розвідки загинув старший сержант 28-ї бригади Олександр Черненко.
8 серпня 2015 року терористи із танка обстрілюють Невельське, завалилася приватна будівля, поранень зазнали діти 2009 і 2012 р.н. 23 серпня 2016-го біля Невельського внаслідок мінометного обстрілу терористами 1 вояк ЗСУ загинув, ще 1 поранений. 4 серпня 2017-го терористи обстрілюють позиції ЗСУ біля Невельського, один вояк зазнав поранення. 22 вересня 2017-го вранці терористи обстрілюють зі стрілецької зброї, зазнав поранення один український військовик.

## Населення
За даними перепису 2001 року населення селища становило 286 осіб, із них 16,08 % зазначили рідною мову українську та 83,92 %— російську.